# Ситковецька селищна рада
Ситкове́цька се́лищна ра́да — колишня адміністративно-територіальна одиниця та орган місцевого самоврядування в Немирівському районі Вінницької області. Адміністративний центр — селище міського типу Ситківці.

## Загальні відомості
- Територія ради: 12 км²
- Населення ради: 2 398 осіб (станом на 1 січня 2011 року)

## Населені пункти
Селищній раді були підпорядковані населені пункти:
- смт Ситківці

## Склад ради
Рада складалась з 14 депутатів та голови.
- Голова ради: Михайленко Віктор Миколайович
- Секретар ради: Менюк Інна Іванівна

### Керівний склад попередніх скликань
| Прізвище, ім'я, по батькові  | Основні відомості                                                                               | Дата обрання | Дата звільнення |
| ---------------------------- | ----------------------------------------------------------------------------------------------- | ------------ | --------------- |
| Бірецький Василь Віталійович | Селищний голова, 1967 року народження, освіта вища, член партії Християнсько-Демократичний Союз | 26.03.2006   | 31.10.2010      |
| Бірецький Василь Віталійович | Селищний голова, 1967 року народження, освіта вища, член партії Християнсько-Демократичний Союз | 31.10.2010   |                 |

Примітка: таблиця складена за даними сайту Верховної Ради України

### Депутати
За результатами місцевих виборів 2010 року депутатами ради стали:

#### За суб'єктами висування
| Суб'єкт висування | Кількість обраних депутатів | %   |
| ----------------- | --------------------------- | --- |
| Самовисування     | 20                          | 100 |

#### За округами
| № округу | Прізвище, ім'я, по батькові     | Дата визнання обраним | Освіта             | Партійна приналежність                        | Відомості про обраного депутата                           |
| -------- | ------------------------------- | --------------------- | ------------------ | --------------------------------------------- | --------------------------------------------------------- |
| 1        | Ткаченко Сергій Савович         | 01.11.2010            | вища               | позапартійний                                 | Ситковецьке ССТ, голова                                   |
| 2        | Рибак Володимир Дмитрович       | 01.11.2010            | вища               | позапартійний                                 | дошкільний навчальний заклад «Сонечко», музичний керівник |
| 3        | Романовська Олена Василівна     | 01.11.2010            | вища               | позапартійна                                  | Ситковецька школа-інтернат, вихователь                    |
| 4        | Білкун Лідія Павлівна           | 01.11.2010            | середня спеціальна | член Всеукраїнського об'єднання «Батьківщина» | пенсіонер                                                 |
| 5        | Білова Галина Олексіївна        | 01.11.2010            | вища               | позапартійна                                  | Ситковецька школа-інтернат, логопед                       |
| 6        | Романовська Галина Адамівна     | 01.11.2010            | середня спеціальна | позапартійна                                  | Ситковецькка загальноосвітня школа І-ІІІ ст., вчитель     |
| 7        | Гвалтюк Галина Семенівна        | 01.11.2010            | вища               | член Партії «Демократичний Союз»              | пенсіонер                                                 |
| 8        | Цісар Ольга Володимирівна       | 01.11.2010            | середня спеціальна | позапартійна                                  | Ситковецька школа-інтернат, вихователь                    |
| 9        | Ковальчук Олександр Миколайович | 01.11.2010            | середня спеціальна | позапартійний                                 | Немирівські районні електромережі, майстер                |
| 10       | Алексеєнко Василь Васильович    | 01.11.2010            | вища               | позапартійний                                 | приватний підприємець                                     |
| 11       | Кучеренко Ольга Павлівна        | 01.11.2010            | середня спеціальна | позапартійна                                  | ТОВ «Ситковецьке», начальник відділу кадрів               |
| 12       | Гринчук Людмила Анатоліївна     | 01.11.2010            | середня            | член Партії регіонів                          | Ситковецька школа-інтернат, кладовщик                     |
| 13       | Воронко Наталія Анатоліївна     | 01.11.2010            | вища               | позапартійна                                  | Ситковецькка загальноосвітня школа І-ІІІ ст., вчитель     |
| 14       | Веретюк Валентина Миколаївна    | 01.11.2010            | середня            | позапартійна                                  | Ситковецьке відділення зв'язку, листоноша                 |
| 15       | Білов Юрій Юхимович             | 01.11.2010            | вища               | позапартійний                                 | Ситковецька школа-інтернат, вчитель                       |
| 16       | Менюк Інна Іванівна             | 01.11.2010            | середня спеціальна | позапартійна                                  | Ситковецька селищна рада, секретар                        |
| 17       | Стадник Оксана Володимирівна    | 01.11.2010            | середня спеціальна | член Партії регіонів                          | Ситковецька школа-інтернат, педагог-організатор           |
| 18       | Удоденко Тетяна Вікторівна      | 01.11.2010            | середня            | позапартійна                                  | Ситковецьке відділення зв'язку, оператор                  |
| 19       | Шимченко Євгенія Федорівна      | 01.11.2010            | середня            | член Комуністичної партії України             | пенсіонер                                                 |
| 20       | Банюк Олена Олексіївна          | 01.11.2010            | середня спеціальна | позапартійна                                  | Ситковецька школа-інтернат, вчитель                       |